# Doña Elena
Doña Elena es un barrio ubicado en el municipio de Comerío en el estado libre asociado de Puerto Rico. En el Censo de 2010 tenía una población de 3252 habitantes y una densidad poblacional de 255,67 personas por km².

## Geografía
Doña Elena se encuentra ubicado en las coordenadas 18°15′6″N 66°13′26″O / 18.25167, -66.22389. Según la Oficina del Censo de los Estados Unidos, Doña Elena tiene una superficie total de 12.72 km², de la cual 12.61 km² corresponden a tierra firme y (0.83%) 0.11 km² es agua.

## Demografía
Según el censo de 2010, había 3252 personas residiendo en Doña Elena. La densidad de población era de 255,67 hab./km². De los 3252 habitantes, Doña Elena estaba compuesto por el 85.18% blancos, el 8.55% eran afroamericanos, el 0.09% eran amerindios, el 0.09% eran asiáticos, el 2.15% eran de otras razas y el 3.94% pertenecían a dos o más razas. Del total de la población el 99.32% eran hispanos o latinos de cualquier raza.